# Bomberman World
Bomberman World es un videojuego de acción y laberintos lanzado en 1998 por Hudson Soft para la PlayStation. Es parte de la serie Bomberman. El juego también ha sido relanzado para PC en 2002 junto con la versión de Bomberman de TurboGrafx-16 y Bomberman '93 como parte de un disco recopilatorio titulado Bomberman Collection.

## Trama
Hubo una vez cuatro Bombers malvados, conocidos como los Dark Force Bombers, que intentaron traer la oscuridad al mundo Bomber. Los antiguos ancestros de los Bomber lograron encarcelar a los Dark Force Bombers dentro del Cristal Azul. Millones de años después, Bagular, quien aparece desde otro punto en el continuo espacio-tiempo, destruye el Cristal Azul, liberando a los villanos. Los Bombers liberados se convierten en los secuaces de Bagular y conquistan los cuatro mundos. Ahora depende de Bomberman salvar a los mundos del mal.

## Jugabilidad

### Modo historia
La meta es completar las cinco áreas de los cinco mundos Bomber. Para completarlas, el jugador debe controlar a Bomberman y colocar bombas para destruir a los enemigos y obstáculos que conducirán a la salida. Para poder completar cada nivel, el jugador deberá encontrar y recoger todos los cristales en el mapa. Luego, la puerta de salida se abrirá, y el jugador podrá avanzar a la siguiente área. En la cuarta área de cada mundo, el jugador deberá vencer a un Dark Force Bomber y a un jefe extra de la misma temática del mundo en el que se encuentra.
Cuando Bomberman venza a un Dark Force Bomber, se le otorgará una armadura de batalla única para vestir en la próxima pelea de jefe. Esta armadura posee un ataque normal y un ataque especial. La armadura de batalla solo se puede usar en las peleas contra jefes, lo que significa que una vez que el usuario avance al siguiente mundo, la armadura se perderá.

### Multijugador
En el modo multijugador gana el último en pie. Se deberán colocar bombas para destruir a los otros Bombers. Existen distintos modos de juego, como «Partida simple» y «Modo maníaco», y los jugadores pueden elegir uno de diez mapas para pelear, cada uno con mecánicas y temáticas distintas. La meta es explotar bloques u obstáculos para poder avanzar hacia otros Bombers y atraparlos con las llamas de una bomba. Cuando los obstáculos son destruidos, con frecuencia dejan ítems.

#### Partida simple
Es un juego básico en el cual cinco Bombers se encuentran en un mapa elegido antes de empezar la partida. El jugador puede elegir «Partida por equipo» o «Battle Royale», la primera opción consiste en jugar de a dos equipos; y Battle Royale, en una pelea entre todos los jugadores. Existen otros parámetros que pueden cambiarse, como el número de rondas necesarias para ganar, el límite de tiempo para cada ronda, Muerte Súbita, Bad Bomber, y más. Muerte Súbita ocurre cuando haya pasado una cierta cantidad de tiempo, caerán bloques indestructibles que reducirán el tamaño del mapa, matando a cualquier jugador que quede debajo. Bad Bomber es una opción que permite a un jugador muerto lanzar bombas desde el borde del mapa con la esperanza de matar a otros Bombers. Poner la opción de Bad Bomber en «Super» hará que, en caso de que un Bad Bomber mate a otro Bomber, aquel Bad Bomber vuelva a la vida.

#### Modo maníaco
Esta es otra opción de multijugador, en la cual los jugadores eligen qué y cuántos ítems quieren que aparezcan en el campo. Las posibilidades varían entre tener la explosión más fuerte, o la máxima cantidad de bombas con poca explosión, al igual que poder obtener poderes especiales que no se obtienen en Partida Simple, como atravesar paredes.

### Modo especial
Este modo permite al usuario jugar un nivel especial en un límite de tiempo predeterminado (las únicas opciones son dos o cinco minutos), y elegir una selección de ítems con la cual empezar. Existen tres opciones, cada una contiene tres ítems distintos o cantidades de cierto ítem. La meta del Modo especial es acumular la mayor cantidad de puntos posible, que se puede optimizar matando muchos enemigos con una misma explosión y juntando letras. Vencer al Jefe al final del nivel otorga un gran número de puntos extra. El juego termina cuando el jugador muere o vence al jefe.
Cuando el juego termina, el jugador es clasificado por el número de puntos que haya adquirido. Obtener muchos puntos otorgará una clasificación positiva (como Buen Bomber); y pocos puntos, una clasificación negativa (como Peor Bomber).

## Desarrollo
Bomberman World fue mostrado en la Tokyo Game Show de septiembre de 1997 bajo el título de PlayStation Bomberman.

## Recepción
Man!ac le dio al juego un puntaje de 75/100.
Extreme PlayStation le otorgó un puntaje de 83 de 100.